# Cant difònic
El cant difònic és una tècnica vocal que permet que un sol cantant produeixi dues notes alhora. La improvisació n'és una de les característiques principals. 
Entre altres llocs, es practica a Mongòlia i Tuvà. La versió mongola, el khöömei, està llistada com Patrimoni Cultural Immaterial de la Humanitat des del 2009. Tradicionalment interpretades amb motiu de cerimònies rituals, les cançons expressen respecte i elogis pel món natural, pels avantpassats del poble mongol i pels grans herois. Es canta khöömei per a esdeveniments especials i activitats de grup, com ara curses de cavalls, tornejos de tir amb arc i lluita, grans banquets i rituals de sacrifici.
Fent servir conscient els formants, es pot amplificar els harmònics de manera que s'experimenta una segona veu, a més del to fonamental que provoquen les cordes vocals.